# Logan Gilbert
Logan Keith Gilbert (* 5. Mai 1997 in Apopka, Florida, Vereinigte Staaten) ist ein amerikanischer Baseballspieler, welcher auf der Position des Pitchers bei den Seattle Mariners in der Major League Baseball (MLB) spielt. Er wurde von diesen an der 14. Stelle des  MLB Drafts 2018 ausgewählt.

## Karriere
Gilbert besuchte die Wekiva High School in Apopka, Florida. Er wurde nicht direkt aus der High School gedraftet und entschied sich College-Baseball an der Stetson University zu spielen.
Als Freshman wurde Gilbert im Jahr 2016 in 21 Spielen eingesetzt (fünf Starts). Ihm gelangen dabei zwei Siege bei einer Niederlage. In diesen Spielen erreichte er einen ERA von 2,74 und warf in 49 Innings 43 Strikeouts. Als Student in seinem zweiten Jahr trat er 2017 in 15 Spielen (12 Starts) auf. Mit einem Record von 10-0 und einem ERA von 2,02 bei 107 Strikeouts in 89 Innings gelang ihm eine deutliche Verbesserung seiner Leistung. Aufgrund welcher wurde er zum Atlantic Sun Conference "Pitcher of the Year" ernannt wurde. Nach der Saison spielte er in der Cape Cod League. Als Junior im Jahr 2018 erreichte er einen 11-2 Record und einen ERA von 2,72 in 16 Starts und wurde erneut zum Atlantic Sun Conference Pitcher of the Year ernannt.
Gilbert galt als einer der Top-Picks im Vorlauf des MLB Drafts 2018. Die Seattle Mariners wählten ihn als 14. Pick. Er unterschrieb für 3,88 Millionen Dollar und wurde den Everett AquaSox zugewiesen. Wegen einer Mononukleose Erkrankung konnte er in der Saison jedoch nicht eingesetzt werden.
Gilbert begann 2019 mit der West Virginia Power und war ihr Starter am Opening Day. Nachdem er bei fünf Starts eine 1:0-Bilanz mit einem ERA von 1,59 erzielt hatte, wurde er zu den Modesto Nuts befördert. Bei 12 Starts in Modesto erzielte er ein Ergebnis von 5-3 mit einem ERA von 1,73. Im Juli wurde er zu den Arkansas Travelers befördert. Bei neun Starts in Arkansas erzielte er eine Bilanz von 4-2 mit einem ERA von 2,88. Er bestritt 2020 kein einziges Spiel, da die Minor-League-Saison wegen der COVID-19-Pandemie abgesagt wurde.

### Seattle Mariners

#### 2021
Am 13. Mai 2021 wurde Gilbert in die 40-Mann-Roster aufgenommen und somit zum ersten Mal in die Major League befördert worden. Er debütierte an diesem Tag als Starting Pitcher gegen die Cleveland Indians und musste eine Niederlage hinnehmen, nachdem er in vier Innings vier Runs zugelassen hatte. Am 6. Juni erzielte er seinen ersten Karrieresieg gegen die Los Angeles Angels.

#### 2022
Am 30. September 2022 ließ Gilbert in acht Innings gegen die Oakland Athletics nur einen Run zu. Seine Leistung half den Mariners, zum ersten Mal seit der MLB-Saison 2001 einen Playoff-Platz zu erreichen.
Im Jahr 2022 erzielte er bei 32 Starts in 185,2 Innings eine Bilanz von 13:6 mit einem ERA von 3,20 und die gegen ihn geschlagenen Bälle hatten die höchste durchschnittliche Austrittsgeschwindigkeit (91 mph) aller Major League Pitcher.

## Persönliches
Gilbert ist Christ. Gilbert und Aviles Champion verlobten sich im Oktober 2021.